# 케닌
케닌(家人, 下人)은 일본의 역사용어로 권력자의 가신이나 종자 혹은 가내예속자(家内隷属民) 등을 가리키는 용어이다.

## 고대의 게닌
율령제 아래에서는 천민의 하나였다. 율령에 따르면 인민은 양민과 천민의 두가지로 구분되며 천민은 陵戸、官戸、게닌, 공노비, 사노비의 5 종류이다. 이를 고시키노센(五色の賤)이라고 불렀다.
게닌은 귀족 · 호족이 사유했으며 재산으로 간주되었다. 노비와 달리 매매 대상이 되지않았다. 성은 없지만 가족을 구성하는 것이 가능했다. 구분전口分田은 양민의 1/3 정도였고 그 외의 벌이는 허용되었고 이는 과세되지 않았다.

## 중세의 게닌
헤이안 시대 중기 이후 귀족을 섬기는 가신과 종자 등을 게닌이라고 불렀다. 여러 대부 신분이나 사무라이 신분의 기능관료층은 섭가 등 상위 귀족에게 명부를 바치는 식의 주종관계를 맺었다. 주로 무예나 법률, 행정지식 등을 가진 전문가들이며 대신 관직 등의 이익을 얻었다. 유명한 예로는 무예로 후지와라노 다다히라를 섬긴 다이라노 마사카도가 있다. 조정에서는 관인 신분이 되면서 동시에 상층 귀족의 가신이 되어 지위가 향상되는 효과가 있었다.
가마쿠라 막부의 미나모토노 요리노부 이후 이 게닌의 지위가 향상되어 고케닌으로 불리게 되었다.

## 같이 보기
- 일본의 율령제
- 고시키노센
- 고케닌